# José Díaz
José Díaz (Buenos Aires, 20 aprile 1938) è un ex calciatore argentino, di ruolo di difensore.

## Palmarès

### Nazionale
- Giochi panamericani: 1

Argentina: Chicago 1959